# Gérard Depardieu
Gérard Xavier Marcel Depardieu (ur. 27 grudnia 1948 w Châteauroux) – francuski aktor, producent filmowy, reżyser, restaurator, właściciel winnic i producent wina. Nazywany „francuskim Robertem De Niro”.
Zagrał w ponad 130 kinowych produkcjach francuskich, brytyjskich, amerykańskich, włoskich, niemieckich, a także rosyjskich, polskich i norweskich. Laureat dwóch Cezarów (1981, 1991), Złotego Globu (1991) i nagrody aktorskiej na MFF w Cannes (1990), nominowany do Oscara (1991), właściciel winnicy Château de Tigné w Andegawenii oraz plantacji w okolicach wsi Ugłowoje na Krymie. Honorowy rezydent Belgii. Otrzymał obywatelstwo Rosji. 10 sierpnia 2015 otrzymał gwiazdę w Alei Sławy Aktorskiej w Wyborgu.

## Wczesne lata
Urodził się w Châteauroux, miasteczku w regionie Berry, jako trzecie z siedmiorga (przy czym jedno zmarło niedługo po porodzie) dzieci Anne Jeanne Josèphe (1923–1988; wł. Alice Marillier) i René Maxime Lionela Depardieu (1923–1988), którzy pobrali się 19 lutego 1944. Jego ojciec był blacharzem, a matka zajmowała się domem. Jego dziadek ze strony matki, Xavier Charles Marillier, był pilotem wojskowym i na początku lat 40. został przeniesiony do bazy lotniczej w Châteauroux. Gérard ma starszego brata Alaina (ur. 1945), starszą siostrę Hélène (ur. 1947), młodszą siostrę Catherine (ur. 1955) i dwóch młodszych braci, Erica i Francka, przy czym z większością rodzeństwa nie utrzymywał kontaktu w dorosłym życiu.
Został wychowany w biednym środowisku, dorastał w niepiśmiennej rodzinie. Dorastał w mieszkaniu przy rue Maréchal Joffre, Część wakacji spędzał na lotnisku w Orly, na którym jego babka pracowała jako babcia klozetowa, a także na wsi u dalekiej ciotki ojca. W 1962 zdał egzamin końcowy w szkole powszechnej pod wezwaniem św. Dionizego w Châteauroux i odbył praktykę zawodową w drukarni Centre Presse. Żył z dorywczych prac, m.in. w drukarni Centre Presse, zajmował się także handlem towarem z żołnierzami armii amerykańskiej stacjonującymi w Châteauroux. W młodości został skazany na trzy tygodnie pozbawienia wolności za kradzież samochodów i napad. Nie odbył służby wojskowej, ponieważ komisja kwalifikacyjna stwierdziła u niego patologiczną nadpobudliwość. Przez jakiś czas amatorsko trenował boks. Jesienią 1965, kiedy miał 16 lat, opuścił rodzinny dom i, za namową kolegi, Michela Pilorgégo, udał się do Paryża, by rozpocząć karierę aktorską.

## Kariera
W Paryżu uczęszczał na liczne warsztaty teatralne, m.in. odbył sześciomiesięczny kurs im. Charles’a Dullina w Théâtre National Populaire, a następnie doskonalił umiejętności aktorskie u Jeana-Laurenta Cocheta w Théâtre Édouard VII. Uczęszczał także na zajęcia do Alfreda Tomalisa, specjalisty od spraw wymowy, dzięki czemu odzyskał pełną zdolność mówienia, którą częściowo utracił w młodości. Chodził również na zajęcia z pracy nad ciałem oraz na lekcje poezji i rozumienia sensu tekstów, których miał się uczyć. W 1968 zagrał w teatrze Capucines w spektaklu Boudu z wód wyratowany (Boudu sauvé des eaux) z Jean-Laurent Cochetem, który następnie zaangażował go do sztuki Les Garçons de la bande. Niedługo później znalazł zatrudnienie w teatrze objazdowym Café de la Gare.
Na szklanym ekranie zadebiutował epizodyczną rolą w serialu Rendez-vous à Badenberg (1966). Zagrał niewielkie role także w filmach telewizyjnych, m.in. Le Cyborg (1967) Jacques’a Pierre’a i Tango (1967) Jeana Kerchbrona. W kinie po raz pierwszy pojawił się w roli bitnika w filmie średniometrażowym Rogera Leenhardta Bitnik i koteczek (Le Beatnik et Le Minet, 1965). W pierwszej połowie lat 70. wystąpił z Jeanem Gabinem w filmach: Zabójca (Le Tueur, 1971) Denysa de La Patellière’a, Sprawa Dominicich (L’Affaire Dominici, 1972) Claude’a Bernarda-Auberta i Dwaj ludzie z miasta (Deux hommes dans la ville, 1973) José Giovanniego. Zagrał także niewielkie role – zazwyczaj młodych przestępców – u reżyserów, takich jak m.in. Michel Audiard (Krzyk kormorana – Le cri du cormoran, le soir au-dessus des jonques, 1971), Jacques Deray (Trochę słońca w zimnej wodzie – Un peu de soleil dans l’eau froide, 1971), Pierre Tchernia (Dożywocie – La viager, 1972) i Juan Luis Buñuel (Na spotkanie radosnej śmierci – Au rendez-vous de la mort joyeuse, 1973). Na planie Krzyku kormorana zaprzyjaźnił się z Jeanem Carmetem, z którym pozostał w bliskich relacjach do końca życia aktora. W latach 70. nawiązał współpracę także z Claude’em Régym, który zaangażował go do roli młodego sutenera w sztuce Edwarda Bonda Ocaleni w Théâtre National Populaire. W 1972 rozpoczął współpracę z Marguerite Duras i w kolejnych latach zagrał w reżyserowanych przez nią filmach: Nathalie Granger (1973), Kobieta Gangesu (La femme du Gange, 1974), Baxter, Vera Baxter (1977) i Ciężarówka (Le camion, 1977).

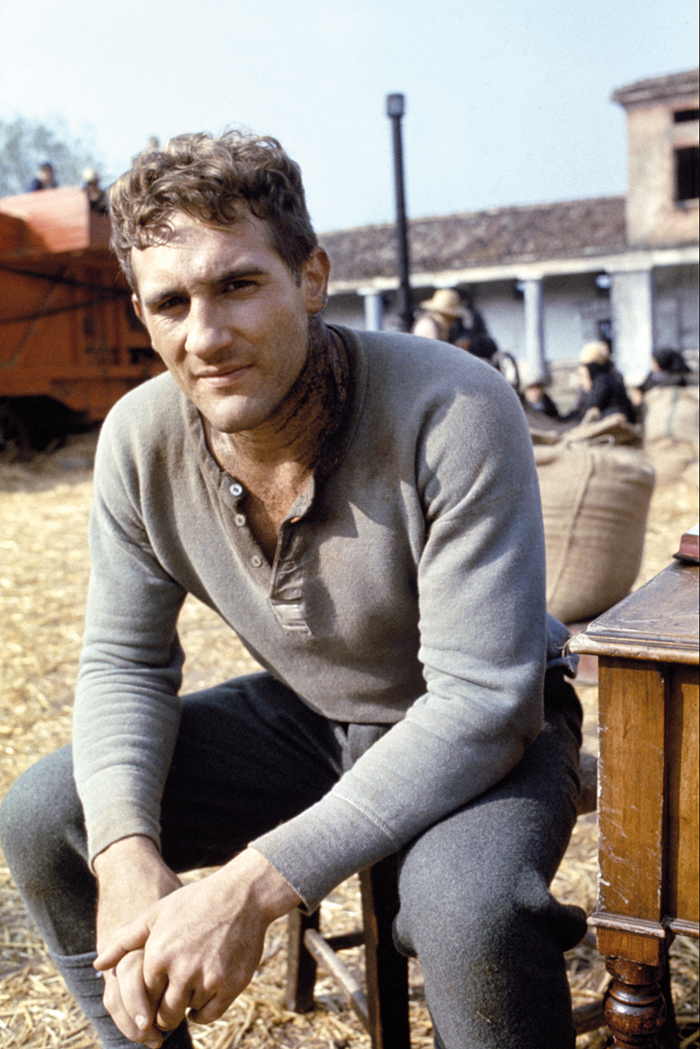
Depardieu na planie filmu Wiek XX z 1976

Podczas jednego z występów w spektaklu Jeana Chateneta Galapagos w Théâtre de la Madeleine w Paryżu został dostrzeżony przez Bertranda Bliera, który obsadził go w roli Jeana-Claude’a, żyjącego z nieczystych źródeł dochodu, który terroryzuje mieszkańców blokowiska, w komedii kryminalnej Bertranda Bliera Jaja (Les Valseuses, 1974), dzięki której zdobył przychylność krytyków i popularność wśród widzów. Następnie wystąpił w filmach zaliczanych do klasyki francuskiego kina: Stavisky (1974) Alaina Resnais’go i Vincent, François, Paul i inni (Vincent, François, Paul et les autres, 1974) Claude’a Sauteta. Bernardo Bertolucci zatrudnił go do historycznego dramatu Wiek XX (Novecento, 1976) z Robertem De Niro. W 1977 po jednym z występów w sztuce Petera Handkego Die Unvernünftigen sterben aus w Lyonie wdał się w bójkę w lokalnym barze i został dotkliwie pogryziony przez psa swojego przeciwnika. Niedługo po tym zdarzeniu zaczął psychoanalizę. W drugiej połowie lat 70. zagrał charakterystyczne role filmowe: perwersyjnego przyjaciela właścicielki burdelu w Kochance (Maitresse, 1976) Barbeta Schroedera, mordercę imieniem Samson w Barocco (1976) André Téchiné’a i Gérarda, który kastruje się nożem elektrycznym na znak zakończeniu związku z Valérie (Ornella Muti), w prowokującym filmie Marco Ferreriego Ostatnia kobieta (La dernière femme, 1978). Zagrał także Raoula w komedii romantycznej Bertranda Bliera Przygotujcie chusteczki (Préparez vos mouchoirs, 1978), która była nominowana do Oscara dla najlepszego filmu zagranicznego.
Zupełnie odmienny wizerunek niż w dotychczasowych filmach, czyli bohatera czułego, pozytywnego i uczuciowego, przedstawił w dramacie François Truffauta Ostatnie metro (La Dernier métro, 1980) z Catherine Deneuve, a za rolę członka ruchu oporu Bernarda Grangera otrzymał swojego pierwszego Cezara za główną rolę męską. W 1981 pojawił się w filmach: Pechowiec (La chèvre) Francisa Vebera, Wybór broni (Le Choix des armes) Alaina Corneau i Kobieta z sąsiedztwa (La femme d'à côté) François Truffauta oraz  rozpoczął pracę przy dramacie kryminalnym Powrót Martina Guerre (Le Retour de Martin Guerre, 1982) Daniela Vigne, a za rolę w tym ostatnim otrzymał nagrodę Stowarzyszenia Amerykańskich Krytyków Filmowych. W sierpniu 1983 otworzył własną firmę producencką D.D. Productions, pod której szyldem w kolejnych wyprodukował m.in. filmy Drôle d’endroit pour une rencontre (1988) i Shakha proshaka (1991). Również w 1983 wcielił się w tytułową rolę polityka Georges’a Dantona w filmie historycznym Andrzeja Wajdy Danton (1983). Pojawił się także na okładce amerykańskiego magazynu „Time”, którego redakcja okrzyknęła go „uosobieniem Nowej Fali we francuskim kinie”.
W 1984 zadebiutował jako reżyser filmowy komedią Świętoszek (Le Tartuffe, 1984) według Moliera, w której zagrał także tytułową rolę. Za rolę inspektora Louisa Mangina w filmie Maurice’a Pialata Policja (Police, 1985) otrzymał nagrodę aktorską na Międzynarodowym Festiwalu Filmowym w Wenecji. Następnie zagrał Boba, biseksualnego włamywacza, jednego z głównych bohaterów komediodramatu Bertranda Bliera Strój wieczorowy (Tenue de soirée, 1986) z Michelem Blankiem i Miou-Miou. W 1986 w duecie z Barbarą występował w recitalu Lili Passion, który przez miesiąc prezentowali w Paryżu, a następnie w mniejszych miastach Francji oraz w Szwacjcarii i we Włoszech. Partnerował Isabelle Adjani w roli Auguste Rodina w nominowanej do Oscara dla najlepszego filmu nieangielskojęzycznego produkcji biograficznej Bruno Nuyttena Camille Claudel (1988) o życiu sławnej francuskiej rzeźbiarki. Następnie wystąpił w dramacie François Dupeyrona Dziwne miejsce na spotkanie (Drôle d'endroit pour une rencontre, 1988) z Catherine Deneuve, a w 1989 pojawił się w komediach: Chcę wracać do domu (Je veux rentrer à la maison) Alaina Resnais’go, Dwaj (Deux) Claude’a Zidiego i Zbyt piękna dla ciebie (Trop belle pour toi) Bertranda Bliera u boku Josiane Balasko i Carole Bouquet.

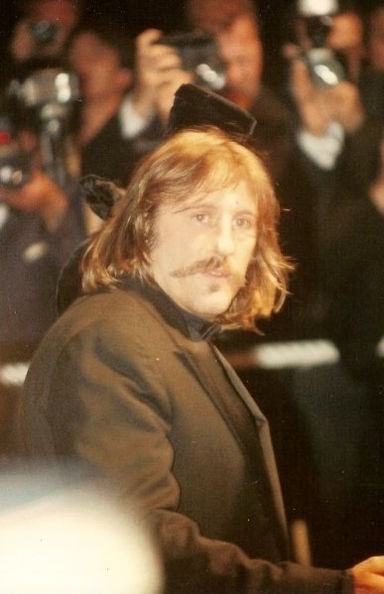
Depardieu na Festiwalu Filmowym w Cannes (1989)

Za tytułową kreację w filmie Jean-Paula Rappeneau Cyrano de Bergerac (1990) otrzymał nagrodę za pierwszoplanową rolę męską na 43. MFF w Cannes i drugiego w karierze Cezara dla najlepszego aktora oraz nominację do Oscara dla najlepszego aktora. Światową popularność zyskał dzięki roli francuskiego imigranta, który najpierw poślubia, a dopiero później poznaje i zakochuje się w Amerykance (Andie MacDowell) w komedii Petera Weira Zielona karta (1990), za którą zdobył Złoty Glob. W kolejnych latach kręcił po kilka filmów rocznie. Wystąpił w dwóch produkcjach ze swoim synem, Guillaumem Depardieu: filmie biograficznym Alaina Corneau Wszystkie poranki świata (Tous les matins du monde, 1991) i dramacie Kochaj ojca (Aime ton père, 2002). W 1992 przewodniczył obradom jury konkursu głównego na 45. MFF w Cannes.

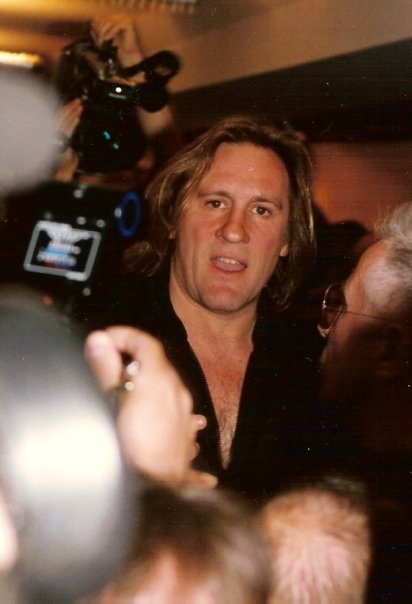
Depardieu (1994)

Od lat 90. występował w amerykańskich koprodukcjach, m.in. wcielił się w podróżnika Krzysztofa Kolumba w przygodowym filmie akcji Ridleya Scotta 1492. Wyprawa do raju (1492: Conquest of Paradise, 1992), zagrał tytułową rolę w komedii romantycznej Steve’a Minera Tata i małolata (My Father the Hero, 1993) z Katherine Heigl oraz wystąpił jako Portos w filmie kostiumowym Randalla Wallace’a Człowiek w żelaznej masce (The Man in the Iron Mask, 1998) z Leonardo DiCaprio i Johnem Malkovichem oraz Jean Pierre Le Pelt w komedii familijnej Kevina Limy 102 dalmatyńczyki (102 Dalmatians, 2000).
Jako gość gali rozdania Telekamer w 2000 otrzymał nagrodę specjalną dla najpopularniejszej gwiazdy zagranicznej. Sympatię wśród widzów zyskał rolą Obeliksa w czterech adaptacjach komiksu: Asterix i Obelix kontra Cezar (Astérix et Obélix contre César, 1999), Asterix i Obelix: Misja Kleopatra (Astérix & Obélix: Mission Cléopâtre, 2002), Asterix na olimpiadzie (Astérix aux Jeux Olympiques, 2006) i Asterix i Obelix: W służbie Jej Królewskiej Mości (Astérix et Obélix: Au service de sa Majesté, 2012). W pierwszej dekadzie XXI wieku wystąpił także m.in. w kasowych komediach: Plotka (Le placard, 2001) Francisa Vebera i Bon voyage (2003) Jean-Paula Rappeneau. Wyprodukował miniseriale, w których również wystąpił: Nędznicy (Les Misérables, 2000) jako Jean Valjean i Napoleon (Napoléon, 2002) jako Joseph Fouché, a druga z produkcji była nominowana do nagrody Emmy w dziewięciu kategoriach.
Wydał kilka książek autobiograficznych: „Lettres volées” (1988), „Depardieu: A Biography” (1994; wywiad rzeka przeprowadzony przez Paula Chutkowa) i „Vivant! Entretiens avec Laurent Neumann” (2004; pl. Po prostu żyję! Rozmowy z Laurentem Neumannem”).

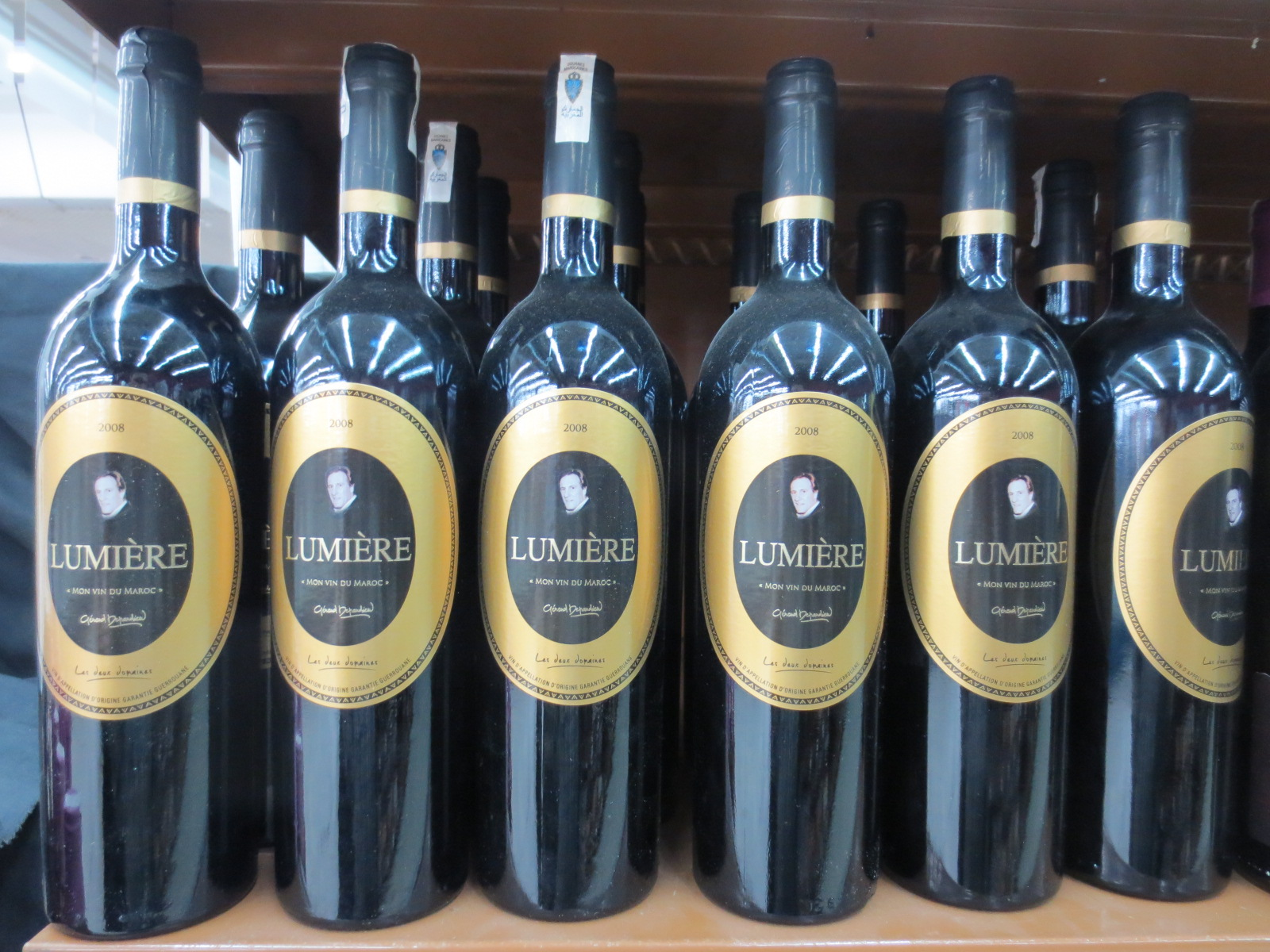
Butelka wina „Lumière” produkowane przez Depardieu

W 1996 założył z Gérardem Bourgoinem spółkę Pebercan, pod której szyldem produkuje kubańską ropę naftową. W 2003 otworzył w Paryżu restaurację „La Fontaine Gaillon”, którą sprzedał w 2019. Wystąpił w spotach reklamowych m.in. producenta serów Senoble i makaronów Barilla oraz Bank Zachodni WBK. Jest właścicielem bądź dzierżawcą kilku winnic na świecie, m.in. w Anjou, Aniane, Meknes, Tilimsan, Egerze i Duero. Angażuje się także w działalność humanitarną i charytatywną.

## Życie prywatne
11 kwietnia 1970 w Bourg-la-Reine zawarł związek małżeński z aktorką Élisabeth Guignot, z którą miał syna Guillaume (ur. 7 kwietnia 1971, zm. 13 października 2008 w wyniku powikłania zapalenia płuc) i ma córkę Julie (ur. 18 czerwca 1973). Jeszcze w trakcie trwania małżeństwa nawiązał romans z modelką Karine Syllą, z którą ma córkę Roxane (ur. 28 stycznia 1992). 2 listopada 1996 rozwiódł się z żoną, a w latach 1997–2003 pozostawał w nieformalnym związku z aktorką Carole Bouquet, z którą wcześniej zagrał w filmach: Zimny bufet (1979), Prawy brzeg, lewy brzeg Sekwany (1984) i Zbyt piękna dla ciebie (1989). Z nieformalnego związku z Hélène Bizot, ma syna, Jeana (ur. 2006). W latach 2006–2023 pozostawał w związku z Clémentine Igou. W 2024 związał się z Magdą Wawrusową.
W maju 1998 uległ wypadkowi motocyklowemu w Clairefontaine-en-Yvelines, po którym został skazany na trzy miesiące więzienia w zawieszeniu, jako że w jego krwi wykryto 2,5 promila alkoholu. 10 lipca 2000, niedługo po przejściu zawału serca, poddał się zabiegowi wszczepienia pięciu bypassów w szpitalu im. Focha w Suresnes. W czerwcu 2004 został potrącony przez samochód, po czym przeszedł operację z powodu otwartego podwójnego złamania kości piszczelowej i strzałkowej.

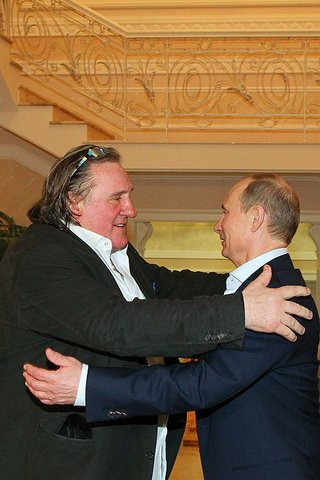
Depardieu i Władimir Putin (2013)

Był stałym rezydentem miejscowości Néchin w Belgii. Oprócz tego miał niemal 30 posiadłości we Francji, Hiszpanii, Maroku i Argentynie. W grudniu 2012 złożył wniosek o nadanie obywatelstwa belgijskiego, z powodu wprowadzenia przez francuski rząd 75-procentowego podatku dla najbogatszych. Po wypowiedzi francuskiego premiera Ayraulta, który nazwał wyjazd Depardieu do Belgii „żałosnym”, aktor zapowiedział w liście otwartym zrzeczenie się francuskiego obywatelstwa i potępił politykę podatkową francuskiego rządu jako karzącą ludzi najzdolniejszych. W styczniu 2013 prezydent Rosji Władimir Putin ukazem przyznał aktorowi rosyjskie obywatelstwo. 5 stycznia 2013 w Soczi Depardieu odebrał rosyjski paszport osobiście z rąk prezydenta. W tym samym miesiącu nabył nieruchomość w osiedlu Biełyje Stołby w Domodiedowie w obwodzie moskiewskim, w której od lat był częstym gościem. 4 września 2020 przyjął prawosławie, ochrzczony przez metropolitę Jana (Renneteau), zwierzchnika Arcybiskupstwa Zachodnioeuropejskich Parafii Tradycji Rosyjskiej, w Soborze św. Aleksandra Newskiego w Paryżu. W lutym 2022 roku Depardieu ujawnił, że został obywatelem Zjednoczonych Emiratów Arabskich, choć nie sprecyzował, kiedy to nastąpiło.
W marcu 2022 roku potępił rosyjską inwazję na Ukrainę i oskarżył prezydenta Rosji Putina o „szalone, niedopuszczalne nadużycia” i „niedopuszczalne szaleństwo”. Kreml w odpowiedzi oświadczył, że Depardieu „najpewniej nie całkiem rozumie, co się dzieje”, natomiast w rosyjskiej Dumie Państwowej pojawiły się głosy, by pozbawić aktora rosyjskiego obywatelstwa. W drugiej połowie 2022 roku aktor zamknął firmę producencką PC Railway z siedzibą w Rosji.
W maju 2025 został skazany przez sąd w Paryżu na 18 miesięcy pozbawienia wolności w zawieszeniu za napaść seksualną. 

## Filmografia
| Rok  | Tytuł                                                                                          | Rola                                  | Reżyser                              |
| ---- | ---------------------------------------------------------------------------------------------- | ------------------------------------- | ------------------------------------ |
| 1967 | Bitnik i koteczek (Le beatnik et le minet, film krótkometrażowy)                               | bitnik                                | Roger Leenhardt                      |
| 1970 | Les aventures de Zadig (TV)                                                                    | Zadig                                 | Claude-Jean Bonnardot                |
| 1970 | Le Cyborg ou le voyage vertical                                                                | Gabriel                               | Jacques Pierre                       |
| 1970 | Tango (TV)                                                                                     | Edek                                  | Jean Kerchbron                       |
| 1970 | Krzyk kormorana wieczorem na dżonkach (Le Cri du cormoran le soir au-dessus des jonques)       | Henri                                 | Michel Audiard                       |
| 1970 | Nauzykaa (Nausicaa, TV)                                                                        | hipis                                 | Agnès Varda                          |
| 1970 | Rendez-vous à Badenberg (TV)                                                                   | Eddy Belmont                          | Jean-Michel Meurisse                 |
| 1971 | La vie sentimentale de Georges Le Tueur (film krótkometrażowy)                                 |                                       | Daniel Berger                        |
| 1971 | Trochę słońca w zimnej wodzie (Un peu de soleil dans l'eau froide)                             | Pierre                                | Jacques Deray                        |
| 1972 | Nathalie Granger                                                                               | sprzedawca                            | Marguerite Duras                     |
| 1972 | Dożywocie (Le viager)                                                                          | wspólnik Jo                           | Pierre Tchernia                      |
| 1972 | Zabójca (Le tueur)                                                                             | Frédo Babasch                         | Denys de La Patellière               |
| 1972 | La scoumoune                                                                                   | włamywacz                             | Jose Giovanni                        |
| 1973 | Na spotkanie radosnej śmierci (Au rendez-vous de la mort joyeuse)                              | Beretti                               | Juan Luis Buñuel                     |
| 1973 | Dwaj ludzie z miasta (Deux hommes dans la ville)                                               | młody gangster                        | José Giovanni                        |
| 1973 | Sprawa Dominicich (L’affaire Dominici)                                                         | Zézé Perrin                           | Claude Bernard-Aubert                |
| 1973 | L'Inconnu                                                                                      | Gérard                                | Youri Komerovsky                     |
| 1973 | L'An 01                                                                                        | podróżny, który nie wsiadł do pociągu | Jacques Doillon                      |
| 1973 | Un monsieur bien rangé                                                                         | Jean-Joseph Jenk                      | Agnès Delarive                       |
| 1973 | Trudny dzień dla królowej (Rude journée pour la reine)                                         | Fabien                                | René Allio                           |
| 1974 | Szczury Paryża (Les gaspards)                                                                  | listonosz                             | Pierre Tchernia                      |
| 1974 | Stavisky...                                                                                    | młody wynalazca                       | Alain Resnais                        |
| 1974 | Nie taki zły (Pas si méchant que ça)                                                           | Pierre                                | Claude Goretta                       |
| 1974 | Jaja (Les valseuses)                                                                           | Jean-Claude                           | Bertrand Blier                       |
| 1974 | Kobieta Gangesu (La femme du Gange)                                                            | mężczyzna z plaży                     | Marguerite Duras                     |
| 1974 | Vincent, François, Paul i inni (Vincent, François, Paul... et les autres)                      | Jean Lavalée                          | Claude Sautet                        |
| 1975 | Siedem śmierci na receptę (Sept morts sur ordonnance)                                          | dr Jean-Pierre Berg                   | Jacques Rouffio                      |
| 1975 | Bertolucci według kina (Bertolucci secondo il cinema, dokumentalny)                            | statysta                              | Gianni Amelio                        |
| 1976 | René la canne                                                                                  | René Bornier                          | Francis Girod                        |
| 1976 | Wiek XX (1900)                                                                                 | Olmo Dalco                            | Bernardo Bertolucci                  |
| 1976 | Barok (Barocco)                                                                                | Samson / zabójca Samsona              | André Téchiné                        |
| 1976 | Ostatnia kobieta (L'ultima donna)                                                              | Gérard                                | Marco Ferreri                        |
| 1976 | Je t'aime... moi non plus                                                                      | człowiek koń                          | Serge Gainsbourg                     |
| 1976 | Kochanka (Maîtresse)                                                                           | Olivier                               | Barbet Schroeder                     |
| 1977 | Ciężarówka (Le camion)                                                                         | Lui                                   | Marguerite Duras                     |
| 1977 | Powiedz, że ją kocham (Dites-lui que je l’aime)                                                | David                                 | Claude Miller                        |
| 1977 | La nuit tous les chats sont gris                                                               | Philippe Larcher                      | Gérard Zingg                         |
| 1977 | Leworęczna kobieta (Die Linkshändige Frau)                                                     | mężczyzna w t‑shircie                 | Peter Handke                         |
| 1977 | Baxter, Vera Baxter                                                                            | Michel Cayre                          | Marguerite Duras                     |
| 1977 | Violanta                                                                                       | Fortunat                              | Daniel Schmid                        |
| 1978 | Cukier (Le sucre)                                                                              | Raoul-Renaud Homecourt                | Jacques Rouffio                      |
| 1978 | Przygotujcie chusteczki (Préparez vos mouchoirs)                                               | Raoul                                 | Bertrand Blier                       |
| 1978 | Korek (L’ingorgo – una storia impossibile)                                                     | Franco                                | Luigi Comencini                      |
| 1978 | Żegnaj małpko (Ciao maschio)                                                                   | Gérard Lafayette                      | Marco Ferreri                        |
| 1979 | Zimny bufet (Buffet froid)                                                                     | Alphonse Tram                         | Bertrand Blier                       |
| 1979 | Avec... le charme de Carole Laure (dokumentalny)                                               | w roli samego siebie                  | Jean-Louis Cap                       |
| 1979 | Psy (Les chiens)                                                                               | Morel, handlarz psami                 | Alain Jessua                         |
| 1980 | Lulu (Loulou)                                                                                  | Loulou                                | Maurice Pialat                       |
| 1980 | Kocham was wszystkich (Je vous aime)                                                           | Patrick                               | Claude Berri                         |
| 1980 | Fajtłapa (Inspecteur la Bavure)                                                                | Roger Morzini                         | Claude Zidi                          |
| 1980 | Temporale Rosy                                                                                 | Raoul Lamarre                         | Mario Monicelli                      |
| 1980 | Wujaszek z Ameryki (Mon oncle d’Amérique)                                                      | René Ragueneau                        | Alain Resnais                        |
| 1981 | Wybór broni (Le choix des armes)                                                               | Mickey                                | Alain Corneau                        |
| 1981 | Kobieta z sąsiedztwa (La femme d’a côté)                                                       | Bernard Coudray                       | François Truffaut                    |
| 1981 | Pechowiec (La chèvre)                                                                          | Campana                               | Francis Veber                        |
| 1982 | Powrót Martina Guerre (Le retour de Martin Guerre)                                             | Arnaud de Tihl                        | Daniel Vigne                         |
| 1982 | Le Grand Frère                                                                                 | Gérard Berger / Bernard Vigo          | Francis Girod                        |
| 1983 | Trzech ojców (Les compères)                                                                    | Jean Lucas                            | Francis Veber                        |
| 1983 | Danton                                                                                         | Danton                                | Andrzej Wajda                        |
| 1983 | Księżyc w rynsztoku (La Lune dans le caniveau)                                                 | Gérard                                | Jean-Jacques Beineix                 |
| 1984 | Świętoszek (Le tartuffe)                                                                       | Tartuffe                              | Gérard Depardieu                     |
| 1984 | Prawy brzeg, lewy brzeg Sekwany (Rive droite, rive gauche)                                     | Paul Senanques                        | Philippe Labro                       |
| 1984 | Fort Saganne                                                                                   | Charles Saganne                       | Alain Corneau                        |
| 1985 | Policja (Police)                                                                               | Mangin                                | Maurice Pialat                       |
| 1985 | Jedna kobieta lub dwie (Une femme ou deux)                                                     | Julien Chayssac                       | Daniel Vigne                         |
| 1986 | Rue du départ                                                                                  | ojciec Klary                          | Tony Gatlif                          |
| 1986 | Strój wieczorowy (Tenue de soirée)                                                             | Bob                                   | Bertrand Blier                       |
| 1986 | Jean de Florette                                                                               | Jean Cadoret/Jean de Florette         | Claude Berri                         |
| 1986 | Nienawidzę aktorów (Je hais les acteurs)                                                       | więzień na komisariacie               | Gérard Krawczyk                      |
| 1986 | Zbiegowie (Les fugitifs)                                                                       | Jean Lucas                            | Francis Veber                        |
| 1987 | Pod słońcem szatana (Sous le soleil de Satan)                                                  | ks. Donissan                          | Maurice Pialat                       |
| 1988 | Camille Claudel                                                                                | Auguste Rodin                         | Bruno Nuytten                        |
| 1988 | Dziwne miejsce na spotkanie (Drôle d’endroit pour une rencontre)                               | Charles                               | François Dupeyron                    |
| 1989 | Ich dwoje (Deux)                                                                               | Marc Lambert                          | Claude Zidi                          |
| 1989 | Chcę wracać do domu (I Want to Go Home)                                                        | Christian Gauthier                    | Alain Resnais                        |
| 1989 | Zbyt piękna dla ciebie (Trop belle pour toi)                                                   | Bernard Barthelemy                    | Bertrand Blier                       |
| 1990 | Cyrano de Bergerac                                                                             | Cyrano de Bergerac                    | Jean-Paul Rappeneau                  |
| 1990 | Zielona karta (Green Card)                                                                     | Georges                               | Peter Weir                           |
| 1990 | Uranus                                                                                         | Léopold                               | Claude Berri                         |
| 1990 | Les branches de l'arbre                                                                        | producent                             | Satyajit Ray                         |
| 1991 | Dziękuję ci życie (Merci la vie)                                                               | dr Marc-Antoine Worms                 | Bertrand Blier                       |
| 1991 | Mój ojciec, ten bohater (Mon pere ce héros)                                                    | André Arnel                           | Gérard Lauzier                       |
| 1991 | Wszystkie poranki świata (Tous les matins du monde)                                            | Marin Marais                          | Alain Corneau                        |
| 1992 | 1492. Wyprawa do raju (1492: Conquest of Paradise)                                             | Krzysztof Kolumb                      | Ridley Scott                         |
| 1992 | Visionarium (film krótkometrażowy)                                                             | pracownik lotniska w Paryżu           | Jeff Blyth                           |
| 1993 | Na moje nieszczęście (Hélas pour moi)                                                          | Simon Donnadieu                       | Jean-Luc Godard                      |
| 1993 | Germinal                                                                                       | Toussaint Maheu                       | Claude Berri                         |
| 1994 | Pułkownik Chabert (Le Colonel Chabert)                                                         | Chabert                               | Yves Angelo                          |
| 1994 | Tata i małolata (My Father the Hero)                                                           | André                                 | Steve Miner                          |
| 1994 | Maszyna (La machine)                                                                           | dr Marc Lacroix                       | François Dupeyron                    |
| 1994 | Czysta formalność (Una pura formalità)                                                         | Onoff                                 | Giuseppe Tornatore                   |
| 1995 | Le Garçu                                                                                       | Gerard                                | Maurice Pialat                       |
| 1995 | Élisa                                                                                          | Jacques 'Lebovitch' Desmoulin         | Jean Becker                          |
| 1995 | Anioł Stróż (Les anges gardiens)                                                               | Antoine Carco                         | Jean-Marie Poiré                     |
| 1996 | Odmienić los (Unhook the Stars)                                                                | Big Tommy Bellaveau                   | Nick Cassavetes                      |
| 1996 | Najpiękniejszy zawód świata (Le plus beau métier du monde)                                     | Laurent Monier                        | Gérard Lauzier                       |
| 1996 | Tajny agent (The Secret Agent)                                                                 | Ossipon                               | Christopher Hampton                  |
| 1996 | Bogus, mój przyjaciel na niby (Bogus)                                                          | Bogus                                 | Norman Jewison                       |
| 1996 | Hamlet                                                                                         | Reynaldo                              | Kenneth Branagh                      |
| 1997 | XXL                                                                                            | Jean Bourdaloue                       | Ariel Zeitoun                        |
| 1998 | Mots d’amour                                                                                   | Avv. Levi                             | Mimmo Calopresti                     |
| 1998 | Człowiek w żelaznej masce (The Man in the Iron Mask)                                           | Portos                                | Randall Wallace                      |
| 1998 | Bimboland                                                                                      | Laurent Gaspard                       | Ariel Zeitoun                        |
| 1998 | Hrabia Monte Christo (Le comte de Monte Cristo)                                                | Edmund Dantes                         | Josée Dayan                          |
| 1999 | Most pomiędzy dwoma brzegami (Un pont entre deux rives)                                        | Georges                               | Gérard Depardieu                     |
| 1999 | Asterix i Obelix kontra Cezar (Astérix et Obélix contre César)                                 | Obeliks                               | Claude Zidi                          |
| 1999 | Aktorzy (Les acteurs)                                                                          | w roli samego siebie                  | Bertrand Blier                       |
| 1999 | Balzac (TV)                                                                                    | Honoriusz de Balzac                   | Josée Dayan                          |
| 2000 | Mirka                                                                                          | Strix                                 | Rachid Benhadj                       |
| 2000 | Nędznicy (Les misérables, TV)                                                                  | Jean Valjean                          | Josée Dayan                          |
| 2000 | 102 dalmatyńczyki (102 Dalmatians)                                                             | Jean-Pierre Le Pelt                   | Kevin Lima                           |
| 2000 | Zazdrość bogów (Зависть богов)                                                                 | Bernard                               | Władimir Mieńszow                    |
| 2000 | Tutto l'amore che c'è                                                                          | Molotov                               | Sergio Rubini                        |
| 2000 | Vatel                                                                                          | François Vatel                        | Roland Joffé                         |
| 2001 | Plotka (Le placard)                                                                            | Félix Santini                         | Francis Veber                        |
| 2001 | Nieuczciwa konkurencja (Concorrenza sleale)                                                    | prof. Angelo                          | Ettore Scola                         |
| 2001 | Streghe verso nord                                                                             | Depardieu                             | Giovanni Veronesi                    |
| 2001 | Vidocq                                                                                         | Vidocq                                | Pitof                                |
| 2001 | CQ                                                                                             | Andrzej, reżyser                      | Roman Coppola                        |
| 2002 | Ruy Blas (TV)                                                                                  | Don Salluste                          | Jacques Weber                        |
| 2002 | Księga Diny (I Am Dina)                                                                        | Jacob                                 | Ole Bornedal                         |
| 2002 | Kochaj ojca (Aime ton père)                                                                    | Leo Shepherd                          | Jacob Berger                         |
| 2002 | Asterix i Obelix: Misja Kleopatra (Astérix & Obélix: Mission Cléopâtre)                        | Obeliks                               | Alain Chabat                         |
| 2002 | Napoleon (Napoléon, TV)                                                                        | Joseph Fouché                         | Yves Simoneau                        |
| 2002 | Miasto duchów (City of Ghosts)                                                                 | Emile                                 | Matt Dillon                          |
| 2002 | Pośród obcych (Between Strangers)                                                              | Max                                   | Edoardo Ponti                        |
| 2003 | Przyjaciel gangstera (Tais-toi!)                                                               | Quentin                               | Francis Veber                        |
| 2003 | Nathalie...                                                                                    | Bernard                               | Anne Fontaine                        |
| 2003 | Zmowa milczenia (Le pacte du silence)                                                          | Joachim Ferrer                        | Graham Guit                          |
| 2003 | Skok życia (Wanted)                                                                            | Daniel Foray                          | Brad Mirman                          |
| 2003 | Bon voyage                                                                                     | Jean-Etienne Beaufort                 | Jean-Paul Rappeneau                  |
| 2003 | Volpone albo lis (Volpone, TV)                                                                 | Volpone                               | Frédéric Auburtin                    |
| 2004 | Zostańmy przyjaciółmi (Je préfere qu’on reste amis)                                            | Serge                                 | Olivier Nakache, Éric Toledano       |
| 2004 | San Antonio                                                                                    | porucznik Alexandre-Benoît Bérurier   | Frédéric Auburtin                    |
| 2004 | 36 (36 quai des orfèvres)                                                                      | Denis Klein                           | Olivier Marchal                      |
| 2004 | Utracona miłość (Les temps qui changent)                                                       | Antoine Lavau                         | André Téchiné                        |
| 2004 | Muszkieterka (La femme musketeer)                                                              | kardynał Mazarin                      | Steve Boyum                          |
| 2004 | Wiek namiętności (Nouvelle-France)                                                             | Le curé Thomas Blondeau               | Jean Beaudin                         |
| 2004 | RRRrrrr!!!                                                                                     | szef Cheveu Sale                      | Alain Chabat                         |
| 2005 | Boudu                                                                                          | Boudu                                 | Gérard Jugnot                        |
| 2005 | Królowie przeklęci (Les rois maudits, TV)                                                      | Jacques de Molay                      | Josée Dayan                          |
| 2005 | Olé!                                                                                           | François Veber                        | Florence Quentin                     |
| 2005 | Za ile mnie pokochasz? (Combien tu m’aimes?)                                                   | Charly                                | Bertrand Blier                       |
| 2006 | Zakochany Paryż (Paris, je t'aime; nowela „Quartier Latin”)                                    | szef                                  | Gérard Depardieu                     |
| 2006 | Melodia życia (Quand j'étais chanteur)                                                         | Alain Moreau                          | Xavier Giannoli                      |
| 2006 | Ostatnie wakacje (Last Holiday)                                                                | szef kuchni Didier                    | Wayne Wang                           |
| 2007 | Niczego nie żałuję – Edith Piaf (La Môme)                                                      | Louis Leplée                          | Olivier Dahan                        |
| 2007 | Michou d'Auber                                                                                 | Georges Duvalier, pośrednik handlowy  | Thomas Gilou                         |
| 2008 | Asterix na olimpiadzie (Astérix aux jeux olympiques)                                           | Obeliks                               | Thomas Langmann, Frédéric Forestier  |
| 2008 | 'Wsio mogut koroli (Все могут короли)                                                          | w roli samego siebie                  | Aleksandr Czerniajew                 |
| 2008 | Babylon A.D.                                                                                   | Gorsky                                | Mathieu Kassovitz                    |
| 2008 | Disco                                                                                          | Jean-François Civette                 | Fabien Onteniente                    |
| 2008 | Bouquet final                                                                                  | Hugo                                  | Michel Delgado                       |
| 2008 | Hello Goodbye                                                                                  | Alain Gaash                           | Graham Guit                          |
| 2008 | Trouble at Timpetill                                                                           | generał Igor                          | Nicolas Bary                         |
| 2009 | Diamant 13                                                                                     | Mat                                   | Olivier Marchal                      |
| 2009 | Bellamy                                                                                        | inspektor Paul Bellamy                | Claude Chabrol                       |
| 2009 | Coco                                                                                           | lekarz                                | Gad Elmaleh                          |
| 2009 | Początek (À l'origine)                                                                         | Abel                                  | Xavier Giannoli                      |
| 2010 | L'autre Dumas                                                                                  | Alexandre Dumas                       | Safy Nebbou                          |
| 2010 | Mammuth                                                                                        | Serge Pilardosse                      | Benoît Delépine, Gustave Kervern     |
| 2010 | Moje popołudnia z Margueritte (La tête en friche)                                              | Germain Chazes                        | Jean Becker                          |
| 2010 | Pozdniaja lubow                                                                                | Gueorgui                              | Sabit Kurmanbekov                    |
| 2010 | Żona doskonała (Potiche)                                                                       | Maurice Babin                         | François Ozon                        |
| 2011 | Grenouille d'hiver (film krótkometrażowy)                                                      | Benjamin                              | Slony Sow                            |
| 2011 | Je n'ai rien oublié                                                                            | Conrad Lang                           | Bruno Chiche                         |
| 2011 | Un baiser papillon                                                                             | lekarz Manon                          | Karine Silla                         |
| 2011 | Rasputin (Rasputine)                                                                           | Grigorij Rasputin                     | Josée Dayan                          |
| 2012 | Le grand soir                                                                                  | Juvénal                               | Benoît Delépine, Gustave de Kervern  |
| 2012 | Życie Pi (Life of Pi)                                                                          | kucharz                               | Ang Lee                              |
| 2012 | Asterix i Obelix: W służbie Jej Królewskiej Mości (Astérix & Obélix: Au service de Sa Majesté) | Obeliks                               | Laurent Tirard                       |
| 2012 | L’homme qui rit                                                                                | Ursus                                 | Jean-Pierre Améris                   |
| 2013 | Niente può fermarci                                                                            | francuski chłop                       | Luigi Cecinelli                      |
| 2013 | Turf (Les turfistes)                                                                           | Pan Paul                              | Fabien Onteniente                    |
| 2013 | Cadences obstinées                                                                             | Ojciec Villedieu                      | Fanny Ardant                         |
| 2013 | Aniołki spod znaku Miserere (La Marque des anges)                                              | Lionel Kasdan                         | Sylvain White                        |
| 2013 | Les Invincibles                                                                                | Jacky Camboulaze                      | Frédéric Berthe                      |
| 2013 | A Farewell to Fools                                                                            | Ipu                                   | Bogdan Dreyer                        |
| 2014 | Зайцев+1 (3 sezon)                                                                             | Zhora                                 | Michael Starchak                     |
| 2014 | Witamy w Nowym Jorku (Welcome to New York)                                                     | Dominique Strauss-Kahn                | Abel Ferrara                         |
| 2014 | F2014 (United passions)                                                                        | Jules Rimet                           | Frédéric Auburtin                    |
| 2014 | La voix des steppes                                                                            | Anatole                               | Gérard Depardieu, Jermek Szynarbajew |
| 2014 | Viktor                                                                                         | Victor Lambert                        | Philippe Martinez                    |
| 2015 | Dolina miłości (Valley of Love)                                                                | Gérard                                | Guillaume Nicloux                    |
| 2016 | Le divan de Staline                                                                            | Józef Stalin                          | Fanny Ardant                         |
| 2016 | Koniec (The End)                                                                               | mężczyzna                             | Guillaume Nicloux                    |
| 2016 | Tour de France                                                                                 | Serge Desmoulins                      | Rachid Djaidani                      |
| 2017 | Mata Hari (TV)                                                                                 | ks. Bernard                           | Dennis Berry                         |
| 2018 | Na krańce świata (Les confins du monde)                                                        | Saintonge                             | Guillaume Nicloux                    |
| 2019 | Fahim, mały książę szachów (Fahim)                                                             | Sylvain Charpentier                   | Pierre-François Martin-Laval         |

## Nagrody
| Rok  | Nagroda                                   | Kategoria                                        | Film                      |
| ---- | ----------------------------------------- | ------------------------------------------------ | ------------------------- |
| 1981 | Cezar                                     | Najlepszy aktor                                  | Ostatnie metro (1980)     |
| 1985 | 42. MFF w Wenecji                         | Najlepszy aktor                                  | Policja (1985)            |
| 1990 | 43. MFF w Cannes                          | Złota Palma dla najlepszego aktora               | Cyrano de Bergerac (1990) |
| 1991 | Cezar                                     | Najlepszy aktor                                  | Cyrano de Bergerac (1990) |
| 1991 | Złoty Glob                                | Najlepszy aktor w filmie komediowym lub musicalu | Zielona karta (1990)      |
| 1996 | Złote Kamery (Niemcy)                     | Najlepszy międzynarodowy aktor                   | Anioł Stróż (1995)        |
| 1997 | 54. MFF w Wenecji                         | Złoty Lew za wkład w kinematografię światową     | –                         |
| 2006 | Międzynarodowy Festiwal Filmowy w Moskwie | Nagroda Stanisławskiego                          | –                         |